# Лапко, Вера Валерьевна
Ве́ра Вале́рьевна Лапко́ (бел. Вера Валер'еўна Лапко; род. 29 сентября 1998, Минск, Беларусь) — белорусская теннисистка; победительница одного юниорского турнира Большого шлема в одиночном разряде (Открытый чемпионат Австралии-2016); финалистка двух юниорских турниров Большого шлема в парном разряде (Открытый чемпионат США-2014, Уимблдон-2015); бывшая первая ракетка мира в юниорском рейтинге.

## Биография
Отец — Валерий, был строителем. Умер в 47 лет, когда Вере было 12 и она сильно переживала эту трагедию. Мать зовут Елена (по профессии инженер), есть брат Никита, который старше Веры на пять лет.
В четыре года Вера Лапко стала заниматься фигурным катанием, однако из-за высокого роста она вынуждена была уйти из данного вида спорта. Рослую девочку активно звали в баскетбол, но она отказалась. В итоге в пять лет пришла в теннис, благодаря маме. Этим видом спорта занимался её старший брат.
Является воспитанницей ГУ «Городской центр олимпийского резерва по теннису». Первым тренером теннисистки была Татьяна Ракович.
Любимые покрытия — хард и трава. По словам мамы в детстве Вера подражала Марии Шараповой. Позже познакомилась с игрой Виктории Азаренко, а также смотрела за матчами Роджера Федерера и Серены Уильямс.

## Спортивная карьера

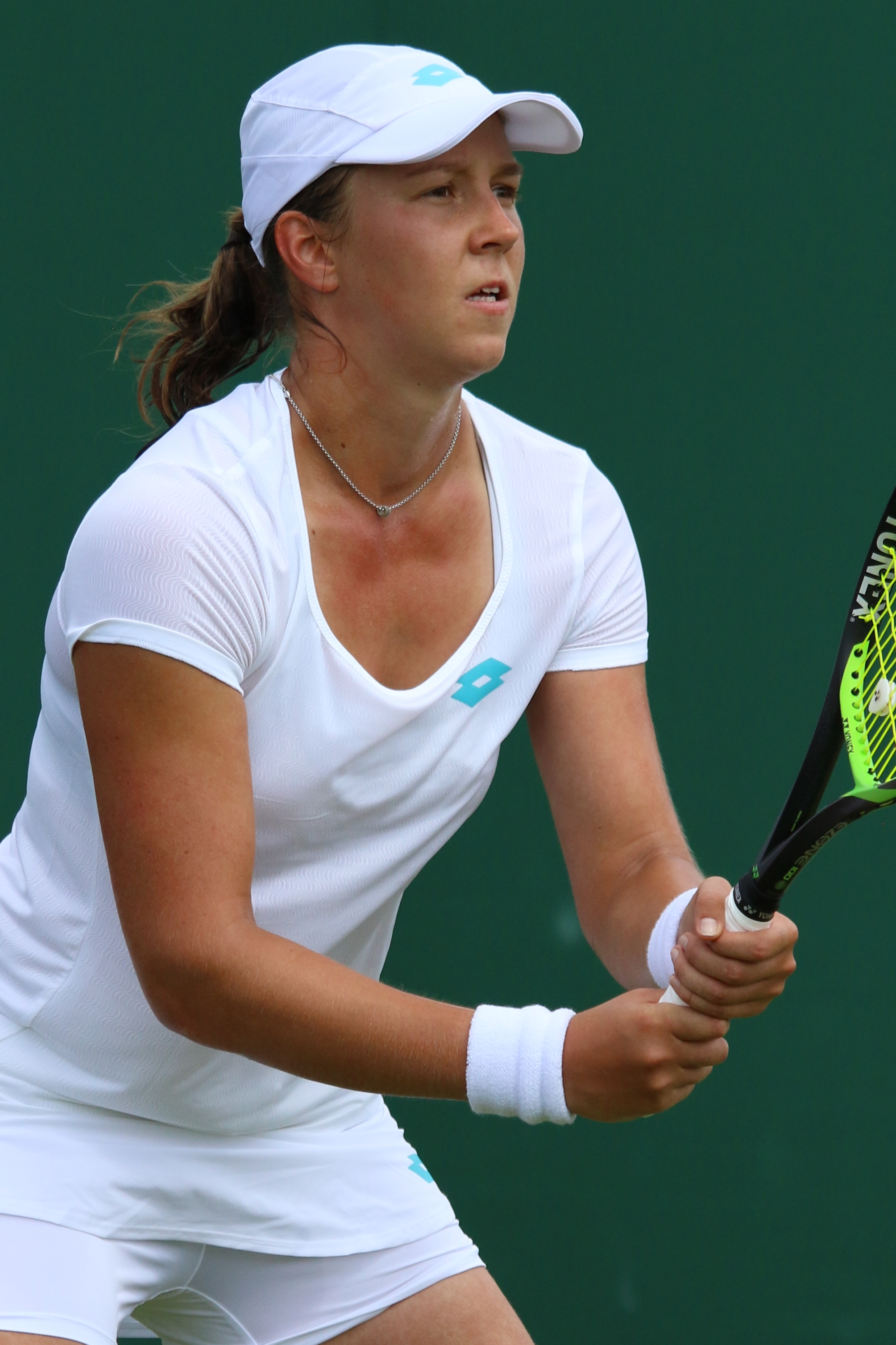
Уимблдонский турнир 2019

### Юниорская карьера
Лапко ярко заявила о себе на юниорском этапе карьеры. Она неоднократно была победительницей и призёром турниров Европейской и Международной федерации тенниса, выигрывала в чемпионате страны и на турнирах Беларуси, а также входила в состав команды ITF по теннису по своему возрасту. В Юниорском туре ITF Лапко начала выступать с 2013 года и в конце сезона выиграла первые титулы. В 2014 году на юниорском Открытом чемпионате США она смогла выйти в финал в парном разряде в дуэте со словачкой Терезой Мигаликовой. В 2015 году Лапко и Мигаликова достигли парного финала среди девушек уже на Уимблдонском турнире, где в одиночном разряде Вера прошла в полуфинал. Завершила юниорскую карьеру Лапко в январе 2016 года, когда смогла победить на Открытом чемпионате Австралии среди девушек, в финале переиграв Терезу Мигаликову. Эта победа позволила 17-летней теннисистке возглавить юниорский рейтинг.

### Взрослая карьера
Первые выступления на взрослых турнирах из цикла ITF пришлись на 2014 год. В феврале 2015 года в возрасте 16 лет Лапко дебютировала в составе сборной Беларуси в отборочных матчах Кубка Федерации. В марте она выиграла свой первый взрослый турнир на 10-тысячнике ITF в Египте. В апреле 2016 года она получила уайлд-кард на турнир в Катовице и вперввые сыграла в WTA-туре. В сентябре того же года Лапко смогла выйти в парный финал на турнире в Гуанчжоу в альянсе с Ольгой Говорцовой.
В феврале и апреле 2017 года Говорцова и Лапко играли парные матчи Кубка Федерации со сборными Нидерландов и Швейцарии. Их игры уже не решали общий итог, однако в целом они смогли поучаствовать в историческом выходе Беларуси в финал главного командного кубка. В том году Вера выиграл два одиночных 25-тысячника ITF, а в октябре, начав с квалификации, смогла пройти в четвертьфинал WTA на Кубке Кремля в Москве.
В феврале 2018 года Лапко сыграла первый одиночный матч за сборную Беларуси в Кубке Федерации. В 1/4 финала против команды Германии она уступила Татьяне Марие. В апреле Вера удачно выступила на грунтовом турнире WTA в Лугано (Швейцария). Победив в квалификации, она сумела пробиться в полуфинал, где в трёх сетах проиграла бельгийке Элизе Мертенс. В парном разряде с Ариной Соболенко она дошла до финала. В мае она смогла выиграть самый серьезный во взрослой карьере титул, обыграв всех на 100-тысячнике ITF в Химках и в финале Анастасию Потапову — 6:1, 6:3. Этот успех позволил впервые войти в топ-100 рейтинга WTA. Через неделю она поднялась на самое высокое место в карьере в парной квалификации, заняв 83-е место. 20 мая она выиграла 60-тысячник ITF в Сен-Годенсе и переместилась на 77-е место одиночного рейтинга (в финале была повержена Кверина Лемойне).
На Открытом чемпионате Франции 2018 года Лапко впервые сыграла в основной сетке Большого шлема в парном разряде. Дебют в одиночках состоялся на Уимблдоне, где белоруска прошла во второй раунд, победив Кристину Макхейл, но уступив Юлии Гёргес. На Открытом чемпионате США она также попала во второй раунд, переиграв Катерину Бондаренко, но затем проиграв Элизе Мертенс. В сентябре она дважды играла в четвертьфиналах WTA, на турнирах в Гуанчжоу и Ташкенте. В Гуанчжоу она также смогла достичь парного финала в партнёрстве с Данкой Ковинич. 1 октября Лапко достигла самой высокой в карьере — 60-й позиции одиночного рейтинга. На последнем для себя в сезоне турнире в Люксембурге она дошла до 1/4 финала, а в парном разряде совместно с Мэнди Минеллой пробилась в финал. Впервые в карьере Вера завершила сезон в топ-100 одиночного и парного рейтинга.
В апреле 2019 года Лапко дошла до четвертьфинала турнира в Лугано, где проиграла теннисистке из Польши Иге Свёнтек в трёх сетах. В том сезоне она сыграла на трёх из четырёх турнирах Большого шлема (кроме США) и неизменно проигрывала в первом раунде. После Уимблдона она досрочно завершила сезон и вернулась к соревнованиям в конце февраля 2020 года. В сентябре того года она вышла во второй раунд на Открытом чемпионате США, обыграв Викторию Голубич, но затем проиграла Юлии Путинцевой.
Последний раз сыграла на профессионально уровне в марте 2023 года. В январе 2024 года в возрасте 25 лет Лапко объявила о завершении карьеры из-за проблем со здоровьем после травм коленей.

## Итоговое место в рейтинге WTA по годам
| Год  | Одиночный рейтинг | Парный рейтинг |
| 2023 | 738               |                |
| 2022 | 291               | 546            |
| 2021 | 366               | 235            |
| 2020 | 293               | 304            |
| 2019 | 328               | 221            |
| 2018 | 65                | 97             |
| 2017 | 131               | 102            |
| 2016 | 320               | 283            |
| 2015 | 590               | 703            |

## Выступления на турнирах

### Финалы турнировITFв одиночном разряде (12)

#### Победы (7)
| Легенда:                    |
| --------------------------- |
| 100.000 USD (1)*            |
| 80.000 (75.000)** USD (0)   |
| 60.000 (50.000)** USD (1+2) |
| 25.000 USD (3+4)            |
| 15.000 (10.000)** USD (2+1) |

** призовой фонд до 2017 года
| Титулы по покрытиям | Титулы по месту проведения матчей турнира |
| ------------------- | ----------------------------------------- |
| Хард (6+5)*         | Зал (3+3)                                 |
| Грунт (1+2)         | Зал (3+3)                                 |
| Трава (0)           | Открытый воздух (4+4)                     |
| Ковёр (0)           | Открытый воздух (4+4)                     |

* количество побед в одиночном разряде + количество побед в парном разряде.
| №  | Дата            | Турнир                  | Покрытие   | Соперница в финале     | Счёт           |
| 1. | 8 марта 2015    | Шарм-эш-Шейх, Египет    | Хард       | Маркета Вондроушова    | 7-5 6-3        |
| 2. | 24 июля 2016    | Астана, Казахстан       | Хард       | Валерия Савиных        | 7-6(3) 3-6 6-4 |
| 3. | 13 августа 2017 | Лендисвиль, США         | Хард       | Анна Каролина Шмидлова | 4-6 6-4 7-6(4) |
| 4. | 1 октября 2017  | Клермон-Ферран, Франция | Хард (зал) | Бибиана Схофс          | 6-4 6-4        |
| 5. | 5 мая 2018      | Химки, Россия           | Хард (зал) | Анастасия Потапова     | 6-1 6-3        |
| 6. | 20 мая 2018     | Сен-Годенс, Франция     | Грунт      | Кверина Лемойне        | 6-2 6-4        |
| 7. | 30 октября 2022 | Трнава, Словакия        | Хард (зал) | Луция Гавличкова       | 4-7 7-6(1) 6-2 |

#### Поражения (5)
| №  | Дата            | Турнир              | Покрытие | Соперница в финале     | Счёт        |
| 1. | 12 июня 2016    | Минск, Беларусь     | Грунт    | Анна Калинская         | 4-6 3-6     |
| 2. | 11 июня 2017    | Доксы, Чехия        | Грунт    | Анна Каролина Шмидлова | 4-6 5-7     |
| 3. | 29 августа 2021 | Алма-Ата, Казахстан | Хард     | Ирина Шиманович        | 3-6 2-6     |
| 4. | 16 января 2022  | Виро-Бич, США       | Грунт    | Софи Чанг              | 1-6 6-1 2-6 |
| 5. | 14 августа 2022 | Радом, Польша       | Грунт    | Чагла Бююкакчай        | 1-4 — отказ |

### Финалы турнировWTAв парном разряде (4)

#### Поражения (4)
| Легенда:                   |
| -------------------------- |
| Турниры Большого шлема (0) |
| Олимпиада (0)              |
| Итоговый турнир WTA (0)    |
| Premier Mandatory (0)      |
| Premier 5 (0)              |
| Premier (0)                |
| International (0)          |

| Титулы по покрытиям | Титулы по месту проведения матчей турнира |
| ------------------- | ----------------------------------------- |
| Хард (0)            | Зал (0)                                   |
| Грунт (0)           | Зал (0)                                   |
| Трава (0)           | Открытый воздух (0)                       |
| Ковёр (0)           | Открытый воздух (0)                       |

| №  | Дата             | Турнир              | Покрытие   | Партнёрша       | Соперницы в финале             | Счёт           |
| 1. | 24 сентября 2016 | Гуанчжоу, Китай     | Хард       | Ольга Говорцова | Эйжа Мухаммад Пэн Шуай         | 2-6 6-7(3)     |
| 2. | 15 апреля 2018   | Лугано, Швейцария   | Грунт      | Арина Соболенко | Элизе Мертенс Кирстен Флипкенс | 1-6 3-6        |
| 3. | 22 сентября 2018 | Гуанчжоу, Китай (2) | Хард       | Данка Ковинич   | Моника Адамчак Джессика Мур    | 6-4 5-7 [4-10] |
| 4. | 20 октября 2018  | Люксембург          | Хард (зал) | Мэнди Минелла   | Алисон ван Эйтванк Грет Миннен | 6-7(3) 2-6     |

### Финалы турнировITFв парном разряде (14)

#### Победы (7)
| №  | Дата            | Турнир                  | Покрытие   | Партнёрша           | Соперницы в финале                 | Счёт       |
| 1. | 7 марта 2015    | Шарм-эш-Шейх, Египет    | Хард       | Маркета Вондроушова | Анна Моргина Каролина Роде-Моэ     | 6-2 6-4    |
| 2. | 26 февраля 2017 | Москва, Россия          | Хард (зал) | Даяна Ястремская    | Бибиана Схофс Екатерина Яшина      | 7-5 6-3    |
| 3. | 31 марта 2017   | Круасси-Бобур, Франция  | Хард (зал) | Полина Монова       | Манон Арканжоли Магдалена Френх    | 6-3 6-4    |
| 4. | 25 июня 2017    | Варшава, Польша         | Грунт      | Присцилла Хон       | Катажина Кава Катажина Питер       | 7-6(3) 6-4 |
| 5. | 1 июля 2017     | Торунь, Польша          | Грунт      | Анна Моргина        | Мириам Колодзиёва Йесика Малечкова | 6-2 6-3    |
| 6. | 6 августа 2017  | Лексингтон, США         | Хард       | Присцилла Хон       | Хироко Кувата Валерия Савиных      | 6-3 6-4    |
| 7. | 1 октября 2017  | Клермон-Ферран, Франция | Хард (зал) | Корнелия Листер     | Сара Бет Грей Оливия Николлс       | 6-4 6-3    |

#### Поражения (7)
| №  | Дата           | Турнир                | Покрытие    | Партнёрша              | Соперницы в финале                  | Счёт           |
| 1. | 15 марта 2015  | Шарм-эш-Шейх, Египет  | Хард        | Ангелина Калита        | Прартхана Тхомбаре Екатерина Яшина  | 4-6 7-5 [6-10] |
| 2. | 6 марта 2016   | Макон, Франция        | Хард (зал)  | Эмили Франкати         | Манон Арканжоли Сильвия Нирич       | 5-7 6-7(5)     |
| 3. | 13 ноября 2016 | Минск, Беларусь       | Хард (зал)  | Илона Кремень          | Анна Калинская Ника Шитковская      | 2-6 3-6        |
| 4. | 20 ноября 2016 | Завада, Польша        | Ковёр (зал) | Илона Кремень          | Юстина Егёлка Диана Марцинкевич     | 4-6 5-7        |
| 5. | 7 мая 2017     | Льейда, Испания       | Грунт       | Александрина Найденова | Андреа Гамис Хеорхина Гарсия Перес  | 1-6 6-4 [8-10] |
| 6. | 30 июля 2017   | Сакраменто, США       | Хард        | Йована Якшич           | Дезире Кравчик Гильяна Ольмос       | 1-6 2-6        |
| 7. | 13 мая 2018    | Кань-сюр-Мер, Франция | Грунт       | Галина Воскобоева      | Кейтлин Кристиан Сабрина Сантамария | 6-2 5-7 [7-10] |